# Обесчещенные гербы (геральдика)
Обесчещенные гербы (опороченные) —  гербы в элементы которых внесены «блазонные наказания», за преступления предусмотренных «кодексом бесчестья» или с которых сняты гербовые фигуры в наказание их владельцу.

## История
Жан д'Авен за оскорбление своей матери, графини Маргариты Фландрской, в присутствии короля Людовика Святого был приговорён к ношению на щите «льва мертворождённого», то есть без языка, без когтей и без хвоста.
Судя по редкости подобных случаев, можно заключить, что подобные санкции применялись только в самых крайних случаях. Представители дворянства, подвергнутые такому наказанию, в мире, где рыцарство официально считалось единственным незапятнанным учреждением, отлучались от государева Двора и не допускались к рыцарским турнирам.
В российских гербовниках такие гербы не отмечены, в связи с тем, что государи российские подходили к наказанию дворянства другими методами: опальным запрещали жениться, чтобы прервать род, ссылали в отдалённые места с лишением титула и дворянства или казнили.

## Геральдика
Английская геральдика с большой дотошностью составила «кодекс бесчестья», в котором перечисляются и соответствующие им «блазонные наказания»:
1. За уклонение от вызова — добавить в герб землю или торф или уголь оранжевого цвета.
2. Обесчестившего девушку или вдову или покинувшего знамя собственного сюзерена — перевёрнутый щиток в сердце, цвет поля щита кроваво-красный.
3. За недостойное хвастовство или мошенничество — правая вольная часть щита выделяется оранжевым цветом.
4. Обвиняемому в трусости — вмещение в оконечность щита кроваво-красного цвета.
5. За убийство пленного после его сдачи — кантон оконечности щита окрашивается в оранжевый цвет.
6. За ложь своему суверену или генералу — вся оконечность щита перекрашивается в кроваво-красный цвет.
7. За подлые действия по отношению к неприятелю — клин в левой части щита окрашивается в оранжевый цвет.
8. За прелюбодейство — правый больший клин окрашивается в кроваво-красный цвет.
9. За пьянство — левый больший клин окрашивается в кроваво-красный цвет.
10. За предательство — все фигуры щита опрокидываются.

Шотландские геральдисты считают, что жесточайший английский кодекс, в котором пьяница осуждается чуть ли не больше, чем насильник вряд ли соблюдался. Это подтверждает полнейшее отсутствие обесчещенных гербов в гербовниках.